# Бзъйбски хребет
Бзъйбският хребет или Бзибски хребет (на грузински: ბზიფის ქედი – Бзипискеди; на руски: Бзыбский хребет) е планински хребет в Голям Кавказ, простиращ се от запад на изток на протежение около 50 km в северозападната част на Грузия (историческата област Абхазия), южно и успоредно на Главния (Водоразделен) хребет на Голям Кавказ. На север и запад е ограничен от дълбоката долина на река Бзъйб (Бзиб), на изток прохода Амткел (1870 m) го отделя от Абхазкия хребет, а на юг разклоненията му достигат до бреговете на Черно море. Максимална височина връх Химса 3033 m, (43°17′08″ с. ш. 41°11′31″ и. д. / 43.285556° с. ш. 41.191944° и. д.), издигащ се в източната му част. Други по-високи върхове са Кванша 2637 m, Хипста 2494 m и др., разположени в западната му част. Изграден е предимно от варовици, със силно развити карстови форми, като северните му склонове обърнати към долината на река Бзъйб (Бзиб) са стръмни, а южните – дълги и полегати, спускащи се съм черноморското крайбрежие. От него водят началото си реките Бзъйб, Хапста, Аапста, Гумиста, Келасури и др., вливащи се в Черно море. Склоновете му са обрасли с гъсти широколистни и иглолистни гори, а най-високите му части са заети от планински пасища. По южните му подножия и по крайбрежието са разположени градовете Сухуми и Гудаута и селищата от градски тип Пицунда и Гулрипш.

## Топографска карта
- К-37-V М 1:200000[2]
- К-37-XI М 1:200000[3]
- К-37-XII М 1:200000[4]